# Torrejón el Rubio (kommunhuvudort)
Torrejón el Rubio är en kommunhuvudort i Spanien.   Den ligger i provinsen Provincia de Cáceres och regionen Extremadura, i den centrala delen av landet, 210 km väster om huvudstaden Madrid. Torrejón el Rubio ligger 306 meter över havet och antalet invånare är 589.
Terrängen runt Torrejón el Rubio är platt söderut, men norrut är den kuperad. Runt Torrejón el Rubio är det mycket glesbefolkat, med 2 invånare per kvadratkilometer. Närmaste större samhälle är Serradilla, 12,7 km nordväst om Torrejón el Rubio. Omgivningarna runt Torrejón el Rubio är huvudsakligen savann.